# بات سكوت
بات سكوت (بالإنجليزية: Patricia Scott)‏ هي عالم حيوانات أمريكية، ولدت في 14 يوليو 1929 في كوفينغتون في الولايات المتحدة، وتوفيت في 19 أكتوبر 2016 في إيرلانغر في الولايات المتحدة.